# Colo Colo de Futebol e Regatas
Il Colo Colo de Futebol e Regatas, noto anche semplicemente come Colo Colo, è una società calcistica brasiliana con sede nella città di Ilhéus, nello stato di Bahia.

## Storia
Il 3 aprile 1948, il club è stato fondato da un gruppo di sportivi guidati da Airton Adami che si ispirarono al Colo-Colo cileno per il nome mentre per i colori sociali ed il disegno della prima divisa trassero spunto da quelli usati dalla squadra argentina del Boca Juniors.
Nel 1999, il Colo Colo ha vinto il suo primo titolo, il Campeonato Baiano Segunda Divisão, ottenendo la promozione nella massima divisione statale dell'anno successivo. In finale, il club ha sconfitto il Fluminense de Feira.
Nel 2001, il Colo Colo ha partecipato al Campeonato Brasileiro Série C per la prima volta. Il club è stato eliminato alla prima fase.
Nel 2006, il Colo Colo ha vinto il suo titolo più importante, il Campionato Baiano. Il club ha sconfitto il Vitória in entrambe le fasi del campionato, evitando così la finale decisiva per il titolo. Nella finale di andata della prima fase il Colo Colo e il Vitória hanno pareggiato 1-1, e al ritorno, il Colo Colo ha vinto 1-0. Nella finale di andata della seconda fase, in casa, il Colo Colo ha sconfitto il Vitória 4-3. Al ritorno, nella città di Salvador, il Colo Colo ha sconfitto sorprendentemente il suo rivale 4-2. Dopo la vittoria del campionato, l'allenatore e la maggior parte dei giocatori della squadra sono stati contattati da importanti club di Bahia, come il Vitória e il Bahia.

## Palmarès

### Competizioni statali
- Campionato Baiano: 1

2006
- Campeonato Baiano Segunda Divisão: 3

1999, 2014, 2024